# Een bordje langs de weg
Een bordje langs de weg is een hoorspel van Andries Poppe. De NCRV zond het uit op vrijdag 22 maart 1968. De regisseur was Wim Paauw. De uitzending duurde 61 minuten.

## Rolbezetting
- Han König (Charlie, buschauffeur)
- Jan Borkus (Ben, busconducteur)
- Paul van der Lek (meneer Krawinkel)
- Nel Snel (Suze Krawinkel, z’n vrouw)
- Hans Veerman (een jonge boer)
- Tonny Foletta (een hengelaar)

## Inhoud
De lijnbus naar Broekhuizen staat klaar om te vertrekken. De motor draait stationair. Het is de allerlaatste rit, want de lijn wordt opgeheven. Chauffeur Charlie gaat een andere route rijden, een traject dwars door de stad, met verkeersopstoppingen, getoeter en gezanik van passagiers die er uit willen waar geen halte is. Op het allerlaatste ogenblik van deze laatste rit komt er gelukkig nog een passagier, de allerlaatste passagier, de heer Krawinkel. Hij moet naar Troetelveen. Troetelveen, een “bordje langs de weg” dat per ongeluk is blijven staan, zwarte letters op een gele achtergrond. Vijftien jaar geleden reed Krawinkel er tweemaal per dag met de bus voorbij, een maand lang. Nu heeft hij verlof genomen om er een lapje grond te gaan bekijken, groot genoeg om er een huis op te bouwen voor hem en z’n vrouw Suze. Over een maandje gaat hij met pensioen en daar in Troetelveen wil hij gaan wonen. Het zal de grote vraag zijn of Suze ook zal willen. Hij heeft haar altijd in alles haar zin gegeven, ter wille van de lieve vrede. En Suze is honkvast! Zal hij zijn droom in vervulling zien gaan of zal het toch die duffe kamer blijven waar hij nu met Suze zit?